# Aphis narzikulovi
Aphis narzikulovi är en insektsart. Aphis narzikulovi ingår i släktet Aphis och familjen långrörsbladlöss. Inga underarter finns listade i Catalogue of Life.